# کاپ قاعدگی
|                                                                                     |  |  |
| نمونه این فنجان‌ها، کاپ قاعدگی خون خارج شده از رحم را در دوران قاعدگی جمع‌آوری می‌کند. |  |  |

کاپ قاعدگی یا فنجان قاعدگی (به انگلیسی: Menstrual cup) یک ظرف قابل انعطاف است که در طی قاعدگی در واژن جای‌گذاری می‌شود. این محصول بهداشتی زنانه، قادر به جمع‌آوری ترشحات قاعدگی به جای جذب آن‌هاست و هدف از آن این است که از نشت جریان قاعدگی (خون ناشی از ریزش رحم) بر روی لباس جلوگیری شود. کاپ قاعدگی معمولاً از سیلیکون پزشکی یا پرایمر قابل انعطاف ساخته می‌شود و از دو بخش قیف و ساقه تشکیل شده‌است. ساقه برای قرار دادن و برداشتن آن در داخل مهبل استفاده می‌شود. هر ۴ تا ۱۲ ساعت (بسته به مقدار جریان) کاپ برداشته و تخلیه می‌شود و پس از شستشو دوباره جای‌گذاری می‌شود. پس از هر دوره استفاده، کاپ باید حداقل ۵ دقیقه با آب جوش شستشو داده شود و تا برای استفاده در ماه آینده محل رشد عوامل بیماری‌زا نباشد.
برخلاف تامپون‌ها و نوارهای بهداشتی، کاپ‌ها به جای جذب، مایع قاعدگی را جمع می‌کنند. یک کاپ قاعدگی تا پنج سال یا بیشتر قابل استفاده است. این مسئله باعث می‌شود تا هزینه‌های بلندمدت آن کمتر از تامپون‌ها یا نوارهای یکبار مصرف باشد، گرچه که هزینهٔ اولیهٔ آن بالاتر است. گفته می‌شود کاپ‌های قاعدگی چون مصرف کمتری دارند، برای محیط زیست نیز مناسب‌ترند اما این مسئله نیاز به بررسی دارد. با توجه به اینکه کاپ قاعدگی قابل استفاده مجدد است، مصرف آن به میزان قابل توجهی پایین‌تر است و زباله‌های تولید شده از چرخه قاعدگی را کاهش می‌دهد. این محصول هیچ اتلاف روزانه‌ای ندارد اما تجزیه‌پذیر هم نیست.
بیشتر شرکت‌های تولیدکننده کاپ قاعدگی، آن را در دو اندازهٔ بزرگ و کوچک به فروش می‌رسانند. کاپ قاعدگی بدون رنگ و شفاف فروخته می‌شود، اما چند شرکت نیز کاپ‌های رنگی مانند صورتی یا بنفش را ارائه می‌کنند.
گفته می‌شود استفاده از کاپ‌های قاعدگی در مقایسه با دیگر گونه‌های جاذب خون قاعدگی گزینهٔ امن‌تری است.

## روش استفاده
کاپ قاعدگی به این شکل در واژن قرار می‌گیرد که ابتدا با دست فشرده شده و لبه‌های آن به هم چسبانده می‌شود و سپس وارد واژن می‌شود. کاپ در واژن معمولاً خود به خود باز می‌شود و به دیواره می‌چسبد. اگر کاپ خود به خود باز نشد، کاربر می‌تواند آن را یک دور با دست بچرخاند تا اطمینان حاصل کند که کاملاً باز شده و درست قرار گرفته‌است. کاپ باید در اطراف گردن رحم قرار گیرد. اگر به درستی وارد شود، کاپ نباید نشت کند یا باعث احساس ناراحتی شود. در مقایسه با تامپون، کاپ قاعدگی باید در کانال واژینی پایین‌تر قرار گیرد و ساقهٔ آن باید کاملاً داخل واژن باشد. تکنیک‌های مختلف تاشو برای قراردادن کاپ قاعدگی وجود دارد. اما روش‌های معمول عبارتند از C-fold، و همچنین پانچ کردن پایین.
اگر روان‌کننده برای قرار دادن ضروری باشد، باید از روان‌کنندهٔ واتربیس (برپایه آب) استفاده شود؛ زیرا روان‌کنندهٔ سیلیکون‌بیس می‌تواند برای سیلیکون کاپ مخرب باشد.
پس از ۴ تا ۱۲ ساعت (بسته به مقدار جریان قاعدگی)، کاپ باید تخلیه شود. پیشنهاد این عمل با کشیدن مستقیم ساقه انجام نشود؛ زیرا که می‌تواند می‌تواند مکش ایجاد کند. پس از تخلیه، کاپ قاعدگی باید پیش از استفادهٔ دوباره حتماً شستشو داده شود. برای شستشو می‌توان آن را با صابون شست و در انتهای دوره چند دقیقه در آب جوش قرار داد تا کاملاً تمیز شود. راه‌حل‌های استریلیزاسیونی که معمولاً برای بطری‌های نوزاد و تجهیزات پستان رایج است، برای استریل‌کردن کاپ نیز کاربرد دارد. دستورالعمل‌های تمیز کردن کاپ در هر نام تجاری متفاوت است.

### مزایا
- هنگام استفاده از کاپ قاعدگی، مایع قاعدگی پس از آن که از دهانه رحم جریان می‌یابد جمع‌آوری می‌شود و به صورت مایع نگهداری می‌شود. با تامپون‌ها، مایع جذب می‌شود و به شکل نیمه انعقادی نگه داشته می‌شود که این خود عامل ایجاد بو است.[۸]
- کاپ‌های قاعدگی مایع قاعدگی را در داخل واژن جمع می‌کنند و به‌طور کلی نشت نمی‌کنند (در صورتی که به صورت منظم تخلیه شده و به درستی وارد شده باشند). بعضی از زنان به علت استفاده نامناسب یا اندازه نامناسب کاپ، دچار نشت می‌شوند. برای مثال، اگر آن را به درستی وارد نکنید، کاپ به‌طور کامل باز نمی‌شود و در برابر دیواره‌های واژن مهر و موم نمی‌شود و این خود باعث نشت آن می‌شود.
- اگر یک کاربر به دلایل پزشکی یا… نیاز به ردیابی مواد خارج‌شده از بدن را داشته باشد، کاپ قاعدگی به او اجازه می‌دهد تا این کار را با دقت انجام دهد. بعضی از کاپ حتی بر روی آن‌ها علائم اندازه‌گیری وجود دارد.

### مطالعات علمی
در یک سرشماری تصادفی کنترل‌شده در کانادا که در سال ۲۰۱۱ انجام شد، این سؤال از زنان پرسیده شد که آیا کاپ‌های قاعدگی سیلیکونی، جایگزین مناسبی برای تامپون‌ها هستند یا خیر؟ نتایج نشان می‌دهد که ۹۱٪ از زنان گفته‌اند در قاعدگی خود از کاپ استفاده می‌کنند و آن را به دیگران نیز توصیه می‌کنند. در یک مطالعه بالینی دیگر که در سال ۱۹۹۱ بر روی ۵۱ زن انجام شد، ۲۳ نفر از شرکت‌کنندگان (۴۵٪) کاپ‌های قاعدگی را یک روش قابل قبول برای مدیریت جریان قاعدگی عنوان کردند.
در یک مطالعهٔ دیگری که در مناطق روستایی کنیا انجام شد، برای دختران مقطع ابتدایی به جای اقلام مراقبت قاعدگی پارچه‌ای یا …، از کاپ قاعدگی یا بهداشتی استفاده شد.  نتیجه این شد که دخترانی که از کاپ قاعدگی استفاده کرده بودند در مقایسه با گروه شاهد، کمتر دچار عفونتهای منتقله از راه جنسی شدند. همچنین شیوع واژینوز باکتریال در بین مصرف‌کنندگان کاپ در مقایسه با مصرف‌کنندگان دیگر اقلام بهداشتی استفاده می‌کنند، کمتر بود. پس از شش ماه، کاربران کاپ قاعدگی از نشت یا بوی شرم آور آزاد می‌شدند و می‌توانستند آزادانه‌تر در فعالیت‌های کلاس و ورزش شرکت کنند.

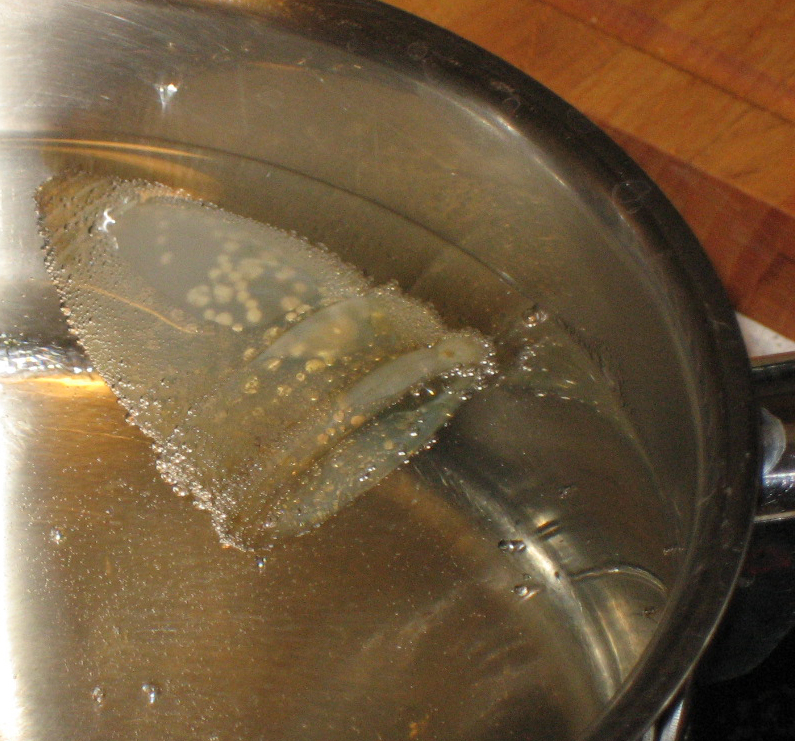
جوشاندن یک کاپ قاعدگی برای استریل‌شدن

### دسترسی به آب و بهداشت
- تمیز کردن کاپ قاعدگی در یک توالت عمومی می‌تواند مشکلاتی را ایجاد کند؛ زیرا محل شستشوی دست‌ها معمولاً بهداشتی نیست. بعضی از تولیدکنندگان پیشنهاد می‌کنند کاپ را با یک بافت پاک کنید و تمیزکردن نهایی آن را در فرصت‌های بعدی انجام دهید. کاربر همچنین می‌تواند یک بطری کوچک از آب را با خود داشته باشد تا کاپ را به‌طور خصوصی بر روی توالت بشوید. یکی دیگر از گزینه‌ها استفاده از دستمال مرطوب است. از آن‌جایی که ممکن است هر ۶ تا ۲۴ ساعت کاپ‌های قاعدگی نیاز به تخلیه داشته باشند، بسیاری از کاربران مجبور نیستند آن را در اماکن عمومی تخلیه کنند و این عمل را در محل زندگی خود انجام می‌دهند.
- آب تمیز و صابون برای شستن دست، قبل از قرار دادن کاپ مورد نیاز است که این مسئله برای زنان در کشورهای در حال توسعه چالش‌برانگیز است.[۱۲] عدم شستشوی کامل جام و دست‌ها باعث رشد باکتری‌های جدید در مهبل (واژن) می‌شود که ممکن است خطر ابتلا به UTIها و دیگر عفونت‌ها را افزایش دهد.[۱۴] نوارهای بهداشتی یکبار مصرف و قابل استفاده مجدد نیازی به بهداشت یکسانی ندارند، اگر چه نوارهای قابل استفاده مجدد نیز نیاز به دسترسی به آب برای تمیز کردن هستند.
- با توجه به این که کاپ‌های قاعدگی یکبار در ماه نیاز به جوشیدن دارند، در صورت عدم وجود آب و محلی برای جوشاندن آن، استفادهٔ بهداشتی از کاپ‌ها در برخی مناطق دشوار است.[۱۵]
- کاپ قاعدگی ممکن است خراب شود و کاربر باید به این نکته توجه داشته باشد. این مسئله باعث نشت خون روی لباس می‌شود.

## ایمنی
کاپ‌های قاعدگی هنگام استفاده ایمن هستند و هیچ خطری برای سلامت مربوط به استفاده آن‌ها پیدا نشده‌است.

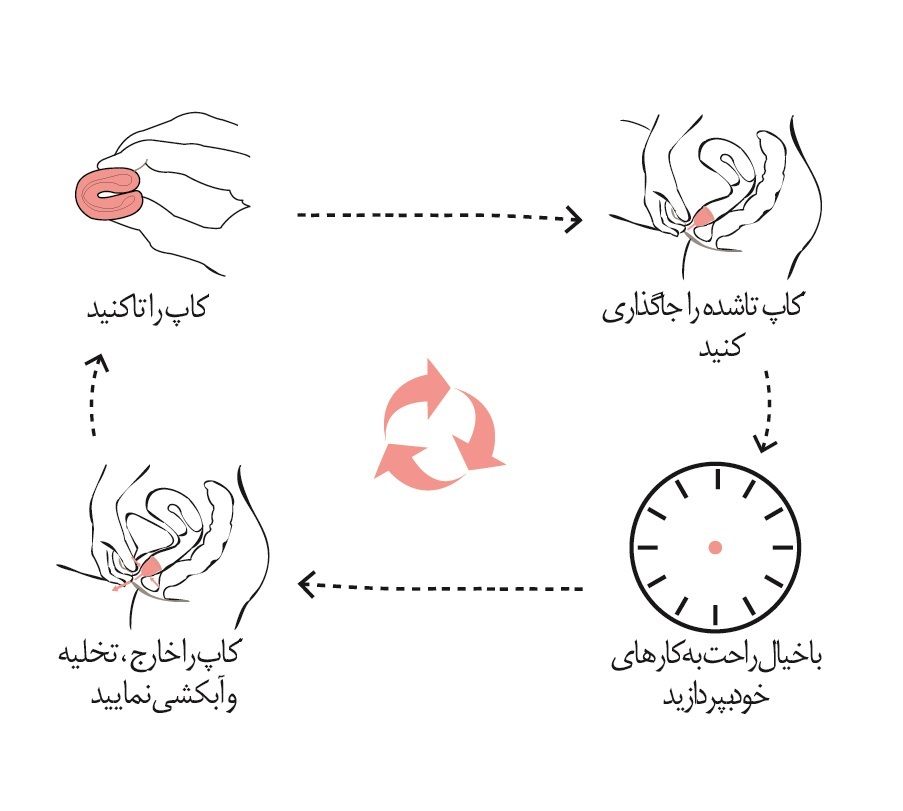
قبل از استفاده: در ابتدا هر دوره نیاز است کاپ قاعدگی خود را استریل کنید:

هیچ تحقیق پزشکی برای اطمینان از اینکه کاپ قاعدگی قبل از معرفی در بازار امن بود، انجام نشده‌است. تحقیقات اولیه در سال ۱۹۶۲ انجام شد. در این زمان ۵۰ زن از کاپ قاعدگی استفاده کردند. محققان، لکه‌های واژینال، باکتری‌ها گرم و باکتری‌های هوازی را از ترشحات واژینال استخراج کردند. معاینه واژینال اسپکولوم انجام شد و pH اندازه‌گیری شد. نتایج تغییرات قابل توجهی نسبت به گذشته. این گزارش اولین مورد حاوی اطلاعات گسترده در مورد ایمنی و پذیرش یک کاپ قاعدگی به‌طور گسترده بود که شامل هر دو آزمایش پیش از موعد و بالینی و بیش از ۱۰ سال نظارت پس از بازاریابی بود.
در گزارشی گفته شده بود که یک کاربر کاپ قاعدگی دچار افزایش اندومتریوز و آدنومایوز شده‌است. علاوه بر این، یک نظرسنجی با اندازه نمونه کوچک نشان داد که ممکن است ارتباطی در این میان وجود داشته باشد؛ بنابراین، دو سازمان بیانیه‌ای را منتشر کرده‌اند که تحقیقات بیشتری را دنبال می‌کنند. با این حال، اداره غذا و داروی آمریکا از حذف کاپ قاعدگی از بازار عبور کرد و گفت که شواهد کافی در مورد خطر آن وجود ندارد.
در یک کارآزمایی بالینی تصادفی که در ۲۰۱۱ انجام شد، عفونت تروافگال در مقایسه با کاپ قاعدگی و استفاده از تامپون اندازه‌گیری شد و نتایج تفاوت معنی‌داری را نشان ندادند.
همچنین هیچ تفاوت در رشد استافیلوکوک اورئوس یا آسیب‌های بهداشتی در میان دختران مدرسه‌ای که از کاپ قاعدگی استفاده کرده بودند در مقایسه با افرادی که از آن استفاده نکرده بودند، دیده نشد.

### سندرم شوک سمی
سندرم شوک سمی (TSS) بیماری بالقوه کشنده باکتریایی است. دانشمندان ارتباط بین TSS و استفاده از تامپون را کشف کرده‌اند هرچند ارتباط دقیق آن هنوز معلوم نیست. TSS ناشی از استفاده از کاپ قاعدگی به نظر می‌رسد بسیار نادر است و به‌طور فزاینده وجود ندارد. دلیل احتمالی این امر این است که کاپ قاعدگی جذب نمی‌شود و بافت مخاطی واژن را تحریک نمی‌کند؛ بنابراین محیط طبیعی واژن در هیچ مقدار قابل اندازه‌گیری تغییر را نشان نمی‌دهد. در مقابل، خشکی واژن و سایش ممکن است اتفاق بیفتد. تحقیقات نشان داده‌است که کاپ هیچ تأثیری در محیط واژن ندارد، به این معنی که هیچ تأثیری بر حضور استافیلوکوکوس اورئوس، باکتریای که می‌تواند باعث ایجاد TSS شود، نمی‌گذارد. خطر TSS مرتبط با کلاهک دهانه رحم که برای پیشگیری از بارداری در زنان استفاده می‌شود بسیار کم است. در کلاهک دهانه رحم و کاپ قاعدگی معمولاً از سیلیکون یا لاتکس استفاده می‌شود.
با این وجود یک مطالعه به‌طور گسترده نشان داده‌است که در محیط درون‌کشتگاهی، باکتری‌های مرتبط با سندرم شوک سمی (TSS) قادر به رشد در کاپ قاعدگی هستند. تاکنون یک مورد تأیید TSS مربوط به استفاده از کاپ قاعدگی وجود دارد. این مورد زنی بود که سابقه تیروئیدیت هاشیموتو و منوراژی مزمن داشته‌است.

## انواع
کاپ قاعدگی به‌طور کلی زاویه‌دار است اما استثناهایی هم وجود دارد. اکثر علامت‌های تجاری از سیلیکون پزشکی به عنوان مواد اولیه برای تولید کاپ قاعدگی استفاده می‌کنند، اگر چه لاتکس و الاستومر گرمانرم نیز گزینه‌های دیگر هستند. کاپ قاعدگی ساخته شده از سیلیکون به‌طور کلی برای مدت ۱ تا ۵ سال دوام دارد.
کاپ قاعدگی حلقه ای باعث می‌شود افراد راحت تر آن را جایگذاری یا خارج کنند.

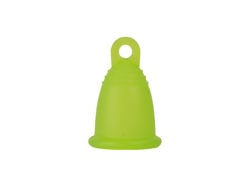
کاپ قاعدگی یک وسیلهٔ بهداشتی و پزشکی است که افراد هنگام پریود شدن از آن استفاده می‌کنند. وخون خارج شده از واژن را جمع‌آوری می‌کند.

اکثر علامت‌های تجاری کاپ قاعدگی، در بازار کاپ‌های قابل استفاده مجدد را به جای کاپ یکبار مصرف می‌فروشند.

### اندازه‌ها و گزینه‌های انتخاب

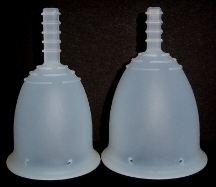
یک کاپ قاعدگی در دو اندازه متفاوت.

بیشتر مارک‌های کاپ قاعدگی آن را در دو اندازه ارائه می‌کنند. یکی کوچکتر و یکی بزرگتر. اندازه‌های کوچکتر برای زنان زیر ۳۰ سال توصیه می‌شود که زایمان طبیعی نداشته‌اند. اندازه بزرگتر برای زنان بالای ۳۰ سال، زایمان طبیعی یا سنگین‌وزن توصیه می‌شود. جام‌های با ابعاد حتی کوچکتر نیز وجود دارند که برای نوجوانان و همچنین زنان و دختران لاغرتر و جوان‌تر توصیه می‌شود. طول کاپ نیز باید مورد توجه قرار گیرد: مثلاً اگر گردن رحم زن به‌ویژه پایین باشد، ممکن است لازم باشد از یک کاپ کوتاه استفاده کند. کاپ قاعدگی به‌طور متوسط حدود ۲۰ میلی‌لیتر حجم دارد. برخی از کاپ‌ها در اندازهٔ بزرگتر طراحی شده و ۳۷ تا ۴۲ میلی‌لیتر حجم دارند. با این حال، تمام کاپ‌های موجود در حال حاضر ظرفیت بالاتری نسبت به یک تامپون معمولی دارند که ۱۰ تا ۱۲ میلی‌لیتر است. تنها یک کمپانی آلمانی است که کاپ قاعدگی در اندازهای مختلف تولید می‌کند.
نکته مهم در انتخاب یک کاپ قاعدگی، استحکام و انعطاف‌پذیری آن است. برخی از شرکت‌ها طیف وسیعی از انعطاف‌پذیری کاپ را ارائه می‌دهند. یک کاپ سفت‌تر که پس از قرار دادن به راحتی باز می‌شود و ممکن است چسبندگی سازگارتری در برابر دیواره واژن ایجاد کند، اما بسیاری از زنان کاپ نرم‌تر را راحت‌تر استفاده می‌کنند.

### رنگ
سیلیکونی که اکثر مارک‌های کاپ تولید می‌کنند به‌طور طبیعی بی‌رنگ و شفاف است. چندین علامت تجاری، کاپ‌های رنگی یا بی‌رنگ را تولید می‌کنند. رنگ یک کاپ رنگی ممکن است در طول زمان تغییر کند، هر چند لکه‌ها اغلب به اندازه کاپ‌های رنگی واضح نیستند.
اکثر کاپ‌های تولید شده، به جز کاپ‌های رنگی، هیچ افزودنی دیگری ندارند. از سوی سازمان غذا و داروی آمریکا، کاپ‌های رنگی نیز مورد تأیید قرار گرفته‌اند.

### کاپ یک‌بار مصرف

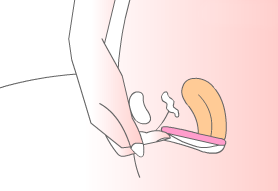
قراردادن یک کاپ یک‌بار مصرف

کاپ یکبار مصرف (که با نام دیسک قاعدگی نیز شناخته می‌شود) معمولاً دیسک شکل، مانند دیافراگم، با یک حلقه بیرونی انعطاف‌پذیر و یک مرکز نرم و قابل انعطاف است. این کاپ به گونه‌ای طراحی شده‌است که پس از استفاده دفع شود. دیسک‌ها از یک ماده دارویی ساخته می‌شوند که مخلوط پلیمر است و در دهانه رحم قرار می‌گیرد. از آنجا که محل قرارگیری دیسک‌ها می‌تواند در طول مقاربت جنسی استفاده شود، اما این یک روش ضدبارداری نیست و از عفونت‌های بیماری‌زا محافظت نمی‌کند.
کاپ‌های یکبار مصرف برای بیشتر زنان طراحی شده‌اند، اما ممکن است برای نوجوانان مناسب نباشند زیرا قطر لبهٔ آن ممکن است ناراحت‌کننده باشد. اندازه کاپ یکبار مصرف به نصف کاهش می‌یابد و به داخل کانال واژینال وارد می‌شود. پس از وارد شدن، یک انگشت برای فشار دادن آن به سمت گردن رحم استفاده می‌شود. لبه بالایی دیسک پشت استخوان شکم است و اگر به درستی وارد شده باشد، نباید احساس شود یا نشت کند.
پس از حدود ۱۲ ساعت استفاده (بسته به حجم جریان)، یک کاپ یکبار مصرف باید برداشته شود و دفع شود. این کار با قرار دادن یک انگشت در مهبل (واژن) انجام می‌شود و آن را مستقیماً به بیرون هدایت می‌کند. پیشنهاد می‌شود برداشتن دیسک در حالت نشسته انجام شود که دیسک موازی با کف باشد. در زمان شدت جریان قاعدگی، اکثر زنان در روز از دو کاپ یکبار مصرف استفاده می‌کنند.

## هزینه

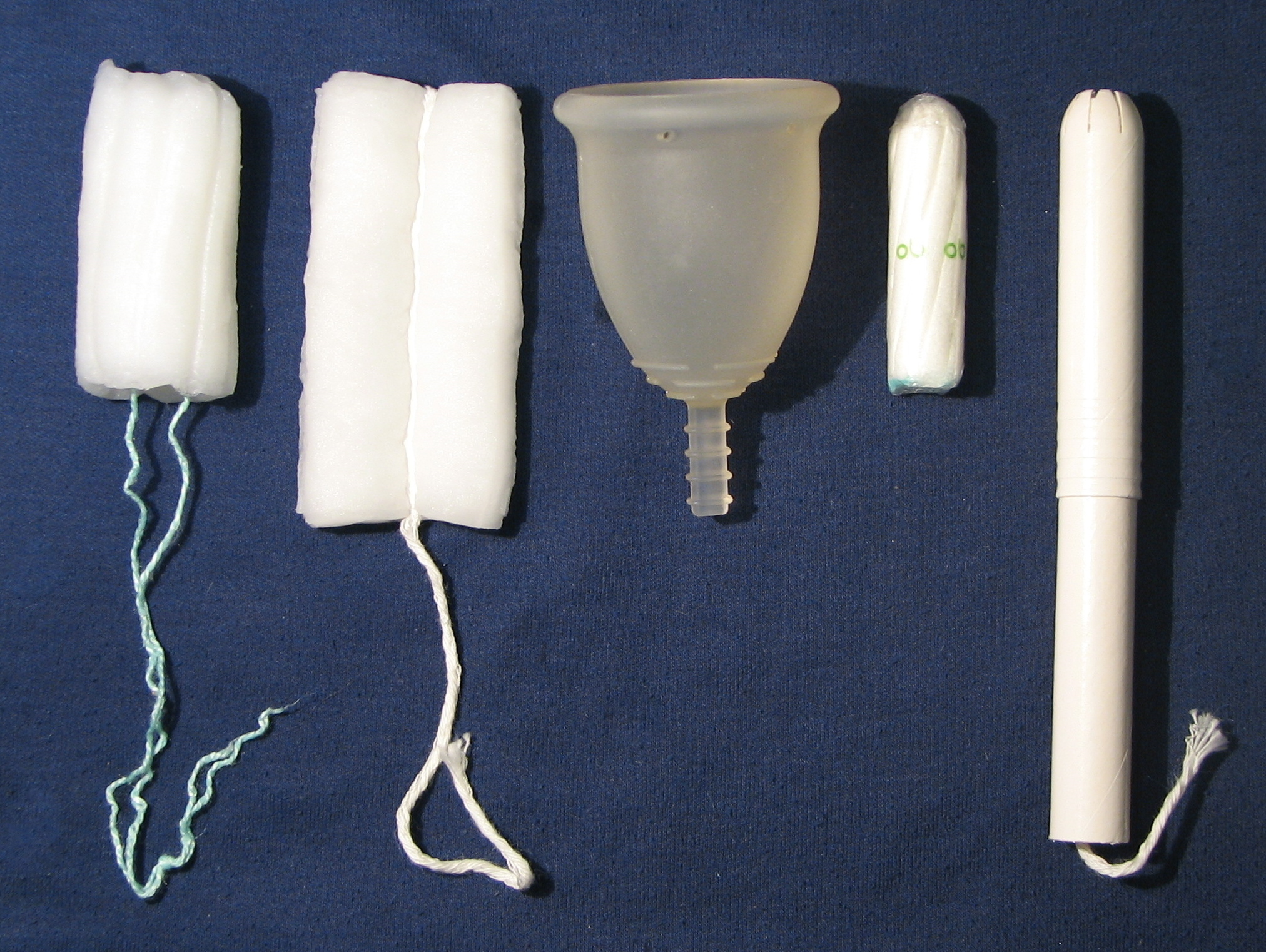
کاپ قاعدگی یا کاپ قاعدگی

محصولات قاعدگی قابل استفاده مجدد (از جمله کاپهای قاعدگی) ارزان‌تر از محصولات یکبار مصرف هستند. هزینهٔ استفاده از یک کاپ قاعدگی در مقایسه با گزینه‌های دیگر مانند تامپون ذخیره خواهد شد. یک زن در یک کشور توسعه یافته به‌طور متوسط ۶۰ دلار در سال نوار و تامپون خرج می‌کند.  اگر یک زن ۴۰ ساله را در نظر بگیریم، در طول عمر او، هزینهٔ نوار و تامپون به ۲۴۰۰ دلار می‌رسد. اگر متوسط کاپ قاعدگی سیلیکون بین یک تا پنج سال طول بکشد، پس از ۴۰ سال، بین هشت تا ۴۰ کاپ مورد نیاز است که با توجه به متوسط هزینهٔ ۳۰ دلار برای هر کاپ برای این زن، هزینه بین ۲۴۰ تا ۱۲۰۰ دلار متفاوت است.
هزینه‌های پیش از قاعدگی ممکن است برای خانوارهای کم درآمد، به ویژه در کشورهای در حال توسعه، گران باشد.

## پیشینه
نخستین‌بار کاپ قاعدگی در سال ۱۹۳۲ توسط گروه مامایی McGlasson و Perkins ثبت شد. لئون چالمرز نخستین کاپ قابل فروش را در ۱۹۳۷ تولید کرد. دیگر کاپ‌های قاعدگی در سال‌های ۱۹۳۵، ۱۹۳۷ و ۱۹۵۰ ثبت شد. نام تجاری Tassaway کاپ قاعدگی در دهه ۱۹۶۰ معرفی شد، اما در بازار موفق نشد. کاپ‌های اولیه قاعدگی از لاستیک ساخته می‌شدند.
در حالی که شرکت‌های متعددی در سراسر جهان این محصول را ارائه می‌دهند، تا امروز این محصول هنوز شناخته نشده‌است. بسیاری از زنان از کاپ قاعدگی از طریق اینترنت یا دهان به دهان آشنا شده‌اند و نه از طریق متعارف شنیدن تبلیغات در تلویزیون. از سال ۲۰۱۸، نام کاپ قاعدگی در نشریاتی که به بهداشت قاعدگی می‌پردازند، بیش از گذشته ذکر شده‌است. 

## جامعه و فرهنگ

### کشورهای در حال توسعه

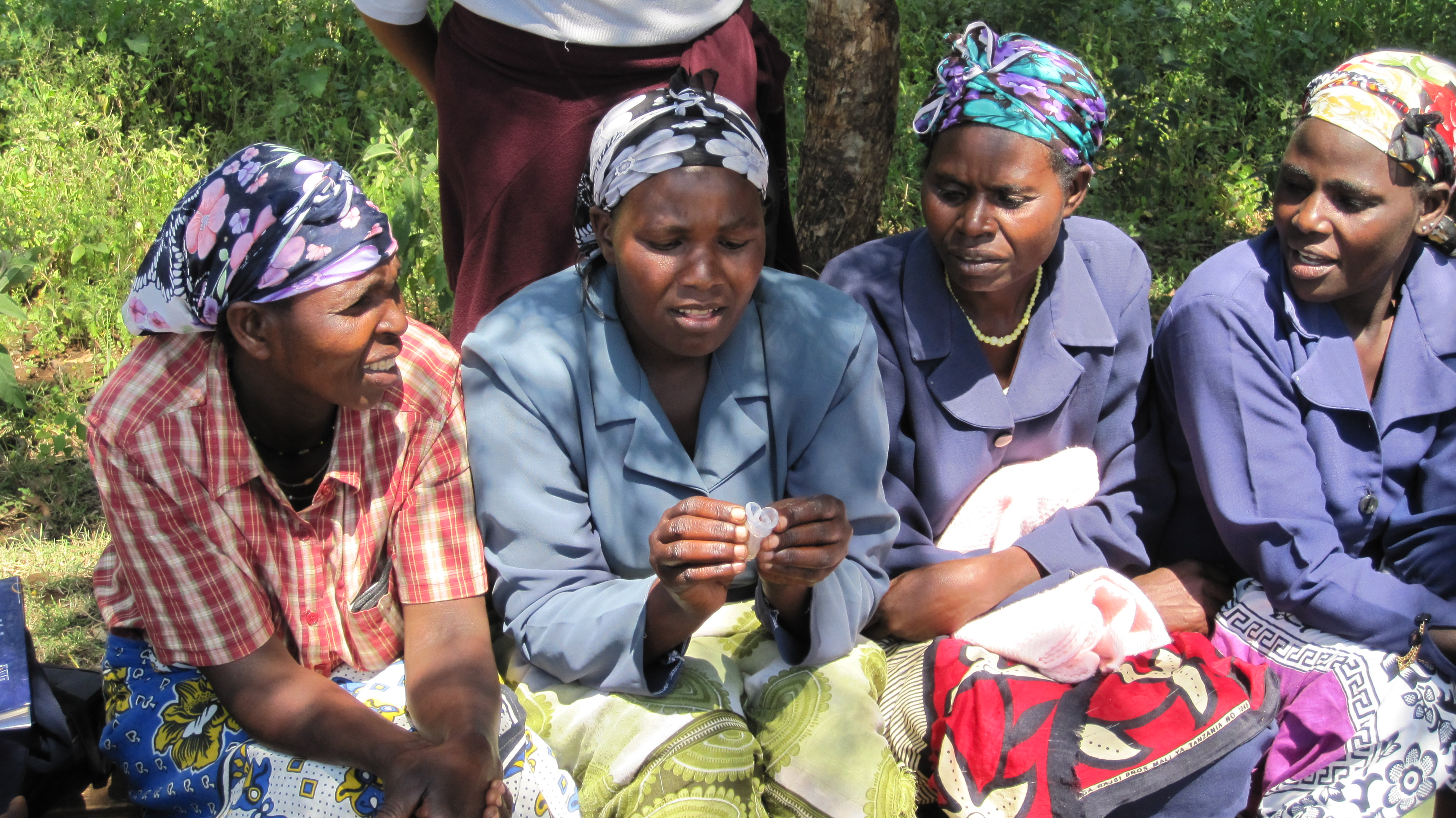
زنان در مرو، کنیا بررسی یک کاپ قاعدگی.

کاپ قاعدگی می‌تواند به عنوان ابزار کنترل مدیریت قاعدگی برای زنان ساکن کشورهای در حال توسعه مانند کنیا، اوگاندا و هند مفید باشد، زیرا در این کشورها دسترسی به محصولات بهداشتی مقرون به صرفه ممکن است محدود باشد. فقدان محصولات بهداشتی مقرون به صرفه، به معنای نامناسب‌بودن یک جایگزین غیربهداشتی است که اغلب در این کشورها استفاده می‌شود و می‌تواند یک خطر جدی برای سلامتی باشد. کاپ‌های قاعدگی در مقایسه با سایر محصولات بهداشتی زنانه، راه حل درازمدت را پیشنهاد می‌دهند، زیرا نیازی به جایگزینی ماهانه ندارند.

### جنبه‌های فرهنگی
محصولات بهداشتی زنانه که نیاز است در واژن قرار گرفته شوند می‌توانند به دلایل فرهنگی برای برخی از جوامع، غیرقابل پذیرش باشند. افسانه‌هایی وجود دارد که با اندام‌های زنانه تداخل می‌کنند و بر این باور تأکید دارند که زنان بکارت خود را از دست می‌دهند. از آنجایی که در برخی از فرهنگ‌ها حفظ بکارت ارزش تلقی می‌شود، این مسئله می‌تواند زنان جوان را از استفاده از کاپ دور نگه دارد.